# Ergástula romana de Astorga

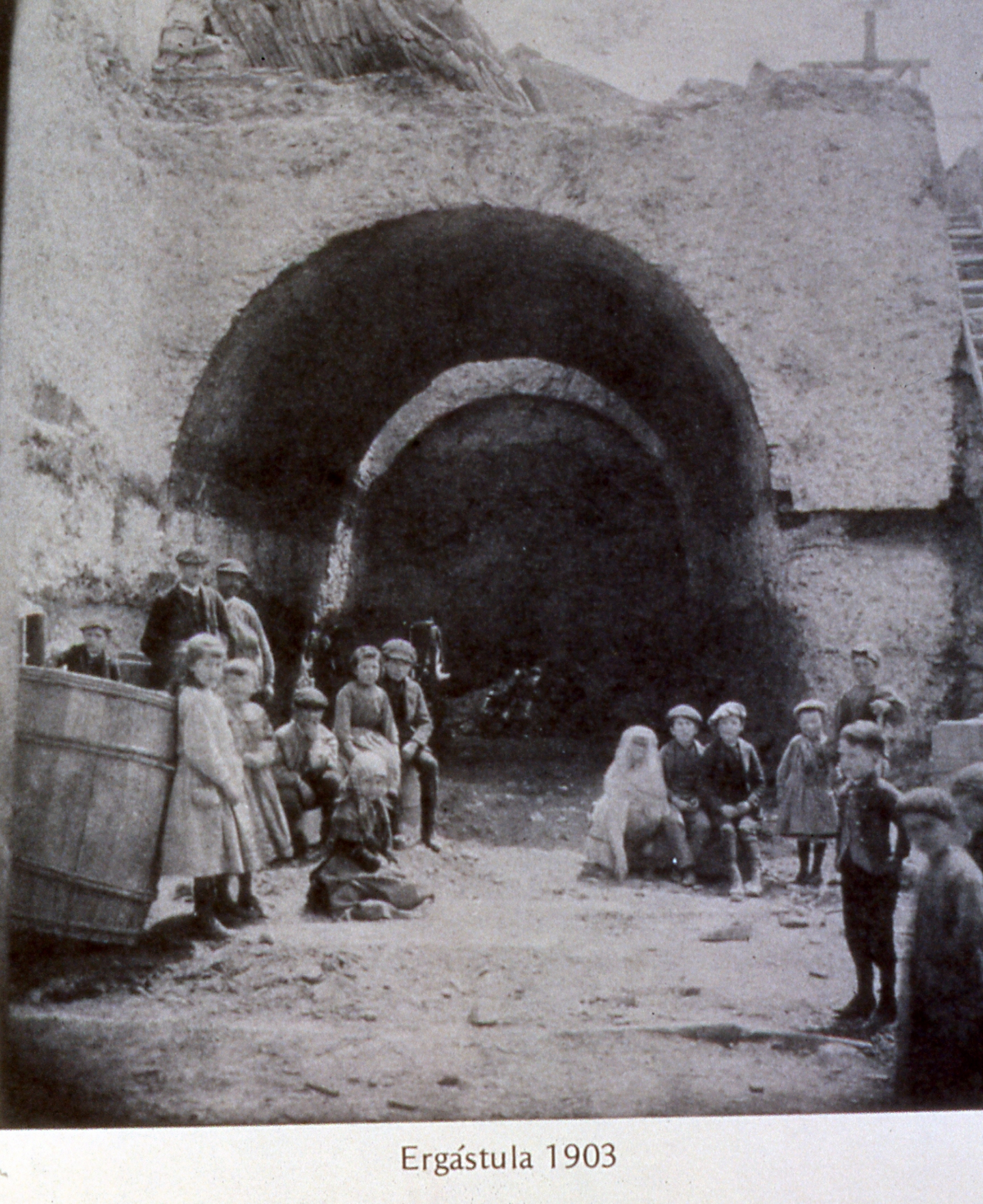
Foto de la ergástula romana en 1903. Museo Romano de Astorga

La ergástula romana de Astorga es una construcción romana de la antigua ciudad de Asturica Augusta (Astorga). En 1951 fue declarada bien de interés cultural con la categoría de monumento.

## Historia
Se trata de una construcción abovedada, construida con mortero de opus caementicium, cuyo uso está en relación con el foro de la ciudad antigua. Su función en el contexto de la arquitectura romana asturicense no está clara, pudiendo tratarse de un pasadizo o una cárcel de esclavos. Su cronología se encuadraría en la época Julio-Claudia, concretamente entre los reinados de Tiberio y Claudio.

## Museo Romano de Astorga
A principios del siglo XX pasó a manos privadas y fue dividida en cuatro compartimentos que servían de almacén para sus dueños. En 1986 el Ayuntamiento de Astorga adquirió paulatinamente esos cuatro tramos hasta conseguir la recuperación integral de la construcción romana. Se procedió a su rehabilitación, construyendo dos plantas más para su transformación en la sede del Museo Romano de Astorga, en donde se exponen objetos y utensilios de la vida cotidiana en Asturica Augusta hallados en las excavaciones arqueológicas que se realizan en la ciudad.